# I. Theobald, Blois grófja
I. Csaló Teobald (910 körül – 975. január 16.) 944-től Blois grófja.

## Élete
Apja Theobald, Blois grófja, anyja neve ismeretlen.
Miután I. Alain bretagne-i uralkodó meghalt, beavatkozott a hercegség irányításába unokaöccse, a kiskorú Drogo nevében. I. Richárd normandiai herceg ellen támadt, de 955-ben Richárd legyőzte Teobald seregét. 960 után ismét Richárd ellen támadt, 961-ben elfoglalta Évreux-t, mire válaszul a normannok megtámadták Dunois térségét. 962-ben támadást indított Rouen ellen, ami kudarcot vallott, de válaszul a normannok felégették Chartres-t. A küzdelmek végére azonban elfoglalta Saint-Aignan, Vierzon és Anguillon erősségeket.
Kezdetben Nagy Hugó frank herceg, Párizs grófjának alattvalója volt, 945-ben elfogta IV. Lajos nyugati frank királyt, hogy hűbérurának kedvezzen, Azonban szabadságáért cserébe a király Laon várost adta neki.
960 körül elfoglalta vagy megszerezte Chartres és Châteaudun grófságokat, majd 963-ban Lothár nyugati frank király hűbérese lett. 964-ben elfoglalta Coucy-t és más egyházi birtokokat, amiért Odalric reims-i érsek kiátkozta.

## Családja
Felesége Liutgarde de Vermandois, I. Hosszúkardú Vilmos normandiai herceg özvegye, II. Heribert vermandois-i gróf lánya (925 – 985. november 14.). A házasságból négy gyermek ismert:
- Theobald (? – 960 v. 962)[9]
- Hugó (? – 986. január 2.)[7][10][11]
- Odó (? – Châteaudun, 995), a későbbi I. Odó, Blois grófja[12][13][14]
- Emma (kb. 953 – 1004. augusztus 1.),[15][16] 968 után IV. Vilmos aquitániai herceg, III. Vilmos aquitániai herceg és Gerlo normandiai hercegnő fiának felesége.[15]